# Tournoi de Dubaï de rugby à sept 2002
Navigation
2000 2003
Le Tournoi de Dubaï de rugby à sept 2002 (anglais : Dubai rugby sevens 2002) est la 1re étape la saison 2002-2003 du IRB Sevens World Series. Elle se déroule les 06 et 7 décembre 2002 au Dubai Exiles Rugby Ground à Dubai.
La victoire finale revient à l'équipe Nouvelle-Zélande, battant en finale l'équipe Samoa sur le score de 36 à 0.

## Équipes participantes
Seize équipes participent au tournoi :
- Afrique du Sud
- Angleterre
- Argentine
- Australie
- Canada
- Fidji
- France
- Pays de Galles
- Italie
- Kenya
- Maroc
- Namibie
- Nouvelle-Zélande
- Pays du Golfe
- Samoa
- Sri Lanka

## Phase de poules

### Poule A
| Rang | Pays             | J | V | N | D | Pm  | Pe  | Diff | Pts |
| ---- | ---------------- | - | - | - | - | --- | --- | ---- | --- |
| 1    | Samoa            | 3 | 3 | 0 | 0 | 90  | 30  | +60  | 9   |
| 2    | Nouvelle-Zélande | 3 | 2 | 0 | 1 | 116 | 19  | +97  | 7   |
| 3    | France           | 3 | 1 | 0 | 2 | 27  | 59  | -32  | 5   |
| 4    | Sri Lanka        | 3 | 0 | 0 | 3 | 17  | 142 | -125 | 3   |

|  | Samoa | 19 - 17 | Nouvelle-Zélande | Dubai Exiles Rugby Ground, Dubai |
|  |       |         |                  | Dubai Exiles Rugby Ground, Dubai |
|  |       |         |                  | Dubai Exiles Rugby Ground, Dubai |

|  | France | 19 - 12 | Sri Lanka | Dubai Exiles Rugby Ground, Dubai |
|  |        |         |           | Dubai Exiles Rugby Ground, Dubai |
|  |        |         |           | Dubai Exiles Rugby Ground, Dubai |

|  | Samoa | 14 - 8 | France | Dubai Exiles Rugby Ground, Dubai |
|  |       |        |        | Dubai Exiles Rugby Ground, Dubai |
|  |       |        |        | Dubai Exiles Rugby Ground, Dubai |

|  | Nouvelle-Zélande | 66 - 0 | Sri Lanka | Dubai Exiles Rugby Ground, Dubai |
|  |                  |        |           | Dubai Exiles Rugby Ground, Dubai |
|  |                  |        |           | Dubai Exiles Rugby Ground, Dubai |

|  | Samoa | 57 - 5 | Sri Lanka | Dubai Exiles Rugby Ground, Dubai |
|  |       |        |           | Dubai Exiles Rugby Ground, Dubai |
|  |       |        |           | Dubai Exiles Rugby Ground, Dubai |

|  | Nouvelle-Zélande | 33 - 0 | France | Dubai Exiles Rugby Ground, Dubai |
|  |                  |        |        | Dubai Exiles Rugby Ground, Dubai |
|  |                  |        |        | Dubai Exiles Rugby Ground, Dubai |

### Poule B
| Rang | Pays           | J | V | N | D | Pm  | Pe  | Diff | Pts |
| ---- | -------------- | - | - | - | - | --- | --- | ---- | --- |
| 1    | Angleterre     | 3 | 3 | 0 | 0 | 108 | 10  | +98  | 9   |
| 2    | Pays de Galles | 3 | 2 | 0 | 1 | 52  | 62  | -10  | 7   |
| 3    | Canada         | 3 | 1 | 0 | 2 | 45  | 55  | -10  | 5   |
| 4    | Pays du Golfe  | 3 | 0 | 0 | 3 | 27  | 105 | -78  | 3   |

|  | Angleterre | 33 - 0 | Pays de Galles | Dubai Exiles Rugby Ground, Dubai |
|  |            |        |                | Dubai Exiles Rugby Ground, Dubai |
|  |            |        |                | Dubai Exiles Rugby Ground, Dubai |

|  | Canada | 28 - 5 | Pays du Golfe | Dubai Exiles Rugby Ground, Dubai |
|  |        |        |               | Dubai Exiles Rugby Ground, Dubai |
|  |        |        |               | Dubai Exiles Rugby Ground, Dubai |

|  | Pays de Galles | 24 - 12 | Canada | Dubai Exiles Rugby Ground, Dubai |
|  |                |         |        | Dubai Exiles Rugby Ground, Dubai |
|  |                |         |        | Dubai Exiles Rugby Ground, Dubai |

|  | Angleterre | 49 - 5 | Pays du Golfe | Dubai Exiles Rugby Ground, Dubai |
|  |            |        |               | Dubai Exiles Rugby Ground, Dubai |
|  |            |        |               | Dubai Exiles Rugby Ground, Dubai |

|  | Pays de Galles | 28 - 17 | Pays du Golfe | Dubai Exiles Rugby Ground, Dubai |
|  |                |         |               | Dubai Exiles Rugby Ground, Dubai |
|  |                |         |               | Dubai Exiles Rugby Ground, Dubai |

|  | Angleterre | 26 - 5 | Canada | Dubai Exiles Rugby Ground, Dubai |
|  |            |        |        | Dubai Exiles Rugby Ground, Dubai |
|  |            |        |        | Dubai Exiles Rugby Ground, Dubai |

### Poule C
| Rang | Pays      | J | V | N | D | Pm | Pe  | Diff | Pts |
| ---- | --------- | - | - | - | - | -- | --- | ---- | --- |
| 1    | Argentine | 3 | 3 | 0 | 0 | 88 | 36  | +52  | 9   |
| 2    | Fidji     | 3 | 2 | 0 | 1 | 94 | 52  | +42  | 7   |
| 3    | Namibie   | 3 | 1 | 0 | 2 | 64 | 71  | -7   | 5   |
| 4    | Italie    | 3 | 0 | 0 | 3 | 26 | 113 | -87  | 3   |

|  | Argentine | 24 - 14 | Fidji | Dubai Exiles Rugby Ground, Dubai |
|  |           |         |       | Dubai Exiles Rugby Ground, Dubai |
|  |           |         |       | Dubai Exiles Rugby Ground, Dubai |

|  | Namibie | 26 - 14 | Italie | Dubai Exiles Rugby Ground, Dubai |
|  |         |         |        | Dubai Exiles Rugby Ground, Dubai |
|  |         |         |        | Dubai Exiles Rugby Ground, Dubai |

|  | Argentine | 38 - 5 | Italie | Dubai Exiles Rugby Ground, Dubai |
|  |           |        |        | Dubai Exiles Rugby Ground, Dubai |
|  |           |        |        | Dubai Exiles Rugby Ground, Dubai |

|  | Fidji | 31 - 21 | Namibie | Dubai Exiles Rugby Ground, Dubai |
|  |       |         |         | Dubai Exiles Rugby Ground, Dubai |
|  |       |         |         | Dubai Exiles Rugby Ground, Dubai |

|  | Argentine | 26 - 17 | Namibie | Dubai Exiles Rugby Ground, Dubai |
|  |           |         |         | Dubai Exiles Rugby Ground, Dubai |
|  |           |         |         | Dubai Exiles Rugby Ground, Dubai |

|  | Fidji | 49 - 7 | Italie | Dubai Exiles Rugby Ground, Dubai |
|  |       |        |        | Dubai Exiles Rugby Ground, Dubai |
|  |       |        |        | Dubai Exiles Rugby Ground, Dubai |

### Poule D
| Rang | Pays           | J | V | N | D | Pm | Pe | Diff | Pts |
| ---- | -------------- | - | - | - | - | -- | -- | ---- | --- |
| 1    | Afrique du Sud | 3 | 3 | 0 | 0 | 80 | 24 | +56  | 9   |
| 2    | Australie      | 3 | 2 | 0 | 1 | 57 | 36 | +21  | 7   |
| 3    | Maroc          | 3 | 1 | 0 | 2 | 22 | 70 | -48  | 5   |
| 4    | Kenya          | 3 | 0 | 0 | 3 | 34 | 63 | -29  | 3   |

|  | Afrique du Sud | 19 - 7 | Australie | Dubai Exiles Rugby Ground, Dubai |
|  |                |        |           | Dubai Exiles Rugby Ground, Dubai |
|  |                |        |           | Dubai Exiles Rugby Ground, Dubai |

|  | Maroc | 12 - 10 | Kenya | Dubai Exiles Rugby Ground, Dubai |
|  |       |         |       | Dubai Exiles Rugby Ground, Dubai |
|  |       |         |       | Dubai Exiles Rugby Ground, Dubai |

|  | Australie | 26 - 5 | Maroc | Dubai Exiles Rugby Ground, Dubai |
|  |           |        |       | Dubai Exiles Rugby Ground, Dubai |
|  |           |        |       | Dubai Exiles Rugby Ground, Dubai |

|  | Afrique du Sud | 27 - 12 | Kenya | Dubai Exiles Rugby Ground, Dubai |
|  |                |         |       | Dubai Exiles Rugby Ground, Dubai |
|  |                |         |       | Dubai Exiles Rugby Ground, Dubai |

|  | Australie | 24 - 12 | Kenya | Dubai Exiles Rugby Ground, Dubai |
|  |           |         |       | Dubai Exiles Rugby Ground, Dubai |
|  |           |         |       | Dubai Exiles Rugby Ground, Dubai |

|  | Afrique du Sud | 34 - 5 | Maroc | Dubai Exiles Rugby Ground, Dubai |
|  |                |        |       | Dubai Exiles Rugby Ground, Dubai |
|  |                |        |       | Dubai Exiles Rugby Ground, Dubai |

## Phase finale
Résultats de la phase finale

### Tournois principaux

#### Cup
|  | Quarts de finale | Quarts de finale |                  |    | Demi-finales | Demi-finales |  |  | Finale | Finale |
|  | Quarts de finale | Quarts de finale |                  |    | Demi-finales | Demi-finales |  |  | Finale | Finale |
|  |                  |                  |                  |    |              |              |  |  |        |        |
|  |                  |                  |                  |    |              |              |  |  |        |        |
|  |                  |                  |                  |    |              |              |  |  |        |        |
|  | Nouvelle-Zélande | 19               |                  |    |              |              |  |  |        |        |
|  | Nouvelle-Zélande | 19               |                  |    |              |              |  |  |        |        |
|  | Angleterre       | 7                |                  |    |              |              |  |  |        |        |
|  | Angleterre       | 7                | Nouvelle-Zélande | 38 |              |              |  |  |        |        |
|  |                  |                  | Nouvelle-Zélande | 38 |              |              |  |  |        |        |
|  |                  | Australie        | 7                |    |              |              |  |  |        |        |
|  | Australie        | Australie        | 7                | 24 |              |              |  |  |        |        |
|  | Australie        |                  |                  | 24 |              |              |  |  |        |        |
|  | Argentine        | 22               |                  |    |              |              |  |  |        |        |
|  | Argentine        | 22               | Nouvelle-Zélande | 36 |              |              |  |  |        |        |
|  |                  |                  | Nouvelle-Zélande | 36 |              |              |  |  |        |        |
|  |                  | Samoa            | 0                |    |              |              |  |  |        |        |
|  | Samoa            | Samoa            | 0                | 12 |              |              |  |  |        |        |
|  | Samoa            |                  |                  | 12 |              |              |  |  |        |        |
|  | Pays de Galles   | 0                |                  |    |              |              |  |  |        |        |
|  | Pays de Galles   | 0                | Samoa            | 19 |              |              |  |  |        |        |
|  |                  |                  | Samoa            | 19 |              |              |  |  |        |        |
|  |                  | Afrique du Sud   | 12               |    |              |              |  |  |        |        |
|  | Afrique du Sud   | Afrique du Sud   | 12               | 5  |              |              |  |  |        |        |
|  | Afrique du Sud   |                  |                  | 5  |              |              |  |  |        |        |
|  | Fidji            | 0                |                  |    |              |              |  |  |        |        |
|  | Fidji            | 0                |                  |    |              |              |  |  |        |        |

#### Bowl
|  | Quarts de finale | Quarts de finale |        |    | Demi-finales | Demi-finales |  |  | Finale | Finale |
|  | Quarts de finale | Quarts de finale |        |    | Demi-finales | Demi-finales |  |  | Finale | Finale |
|  |                  |                  |        |    |              |              |  |  |        |        |
|  |                  |                  |        |    |              |              |  |  |        |        |
|  |                  |                  |        |    |              |              |  |  |        |        |
|  | France           | 35               |        |    |              |              |  |  |        |        |
|  | France           | 35               |        |    |              |              |  |  |        |        |
|  | Pays du Golfe    | 7                |        |    |              |              |  |  |        |        |
|  | Pays du Golfe    | 7                | France | 12 |              |              |  |  |        |        |
|  |                  |                  | France | 12 |              |              |  |  |        |        |
|  |                  | Italie           | 5      |    |              |              |  |  |        |        |
|  | Italie           | Italie           | 5      | 7  |              |              |  |  |        |        |
|  | Italie           |                  |        | 7  |              |              |  |  |        |        |
|  | Maroc            | 5                |        |    |              |              |  |  |        |        |
|  | Maroc            | 5                | France | 17 |              |              |  |  |        |        |
|  |                  |                  | France | 17 |              |              |  |  |        |        |
|  |                  | Canada           | 7      |    |              |              |  |  |        |        |
|  | Canada           | Canada           | 7      | 22 |              |              |  |  |        |        |
|  | Canada           |                  |        | 22 |              |              |  |  |        |        |
|  | Sri Lanka        | 7                |        |    |              |              |  |  |        |        |
|  | Sri Lanka        | 7                | Canada | 31 |              |              |  |  |        |        |
|  |                  |                  | Canada | 31 |              |              |  |  |        |        |
|  |                  | Kenya            | 5      |    |              |              |  |  |        |        |
|  | Kenya            | Kenya            | 5      | 19 |              |              |  |  |        |        |
|  | Kenya            |                  |        | 19 |              |              |  |  |        |        |
|  | Namibie          | 7                |        |    |              |              |  |  |        |        |
|  | Namibie          | 7                |        |    |              |              |  |  |        |        |

### Matchs de classement

#### Plate
|  | Demi-finales   | Demi-finales |       |    | Finale | Finale |
|  | Demi-finales   | Demi-finales |       |    | Finale | Finale |
|  |                |              |       |    |        |        |
|  |                |              |       |    |        |        |
|  |                |              |       |    |        |        |
|  | Fidji          | 22           |       |    |        |        |
|  | Fidji          | 22           |       |    |        |        |
|  | Pays de Galles | 12           |       |    |        |        |
|  | Pays de Galles | 12           | Fidji | 29 |        |        |
|  |                |              | Fidji | 29 |        |        |
|  |                | Angleterre   | 5     |    |        |        |
|  | Angleterre     | Angleterre   | 5     | 19 |        |        |
|  | Angleterre     |              |       | 19 |        |        |
|  | Argentine      | 12           |       |    |        |        |
|  | Argentine      | 12           |       |    |        |        |

#### Shield
|  | Demi-finales  | Demi-finales |       |    | Finale | Finale |
|  | Demi-finales  | Demi-finales |       |    | Finale | Finale |
|  |               |              |       |    |        |        |
|  |               |              |       |    |        |        |
|  |               |              |       |    |        |        |
|  | Maroc         | 19           |       |    |        |        |
|  | Maroc         | 19           |       |    |        |        |
|  | Pays du Golfe | 12           |       |    |        |        |
|  | Pays du Golfe | 12           | Maroc | 31 |        |        |
|  |               |              | Maroc | 31 |        |        |
|  |               | Namibie      | 22    |    |        |        |
|  | Namibie       | Namibie      | 22    | 33 |        |        |
|  | Namibie       |              |       | 33 |        |        |
|  | Sri Lanka     | 12           |       |    |        |        |
|  | Sri Lanka     | 12           |       |    |        |        |

## Bilan
Statistiques sportives
- Meilleur marqueur du tournoi :
- Meilleur réalisateur du tournoi :

Affluences